# Нефф, Онджей
О́нджей Нефф (чеш. Ondřej Neff; род. 26 апреля 1945 года) — чешский писатель-фантаст, журналист, переводчик и фотограф.

## Биография
Сын чешского писателя Владимира Неффа. Окончил в 1969 г. факультет социальных наук и публицистики Карлова университета. В 1970 году защитил диссертацию на степень доктора философии. В 1974—75 годах работал в пражском издательстве «Альбатрос». В 1979—85 — был редактором журнала «Млада фронта (чеш. Mladá fronta)». В 1990—94 — главный редактор журнала фантастики «Икария»» (Прага) и редактор ежедневной газеты «Млада фронта» (чеш. Mladá fronta DNES).
В качестве фантаста дебютировал в 1983—1984 г., в 1985 опубликован его первый авторский сборник. Широкую известность получил его рассказ 1985 года «Белая трость калибра 7.62». С тех пор Нефф написал ещё семь сборников фантастики и более десятка фантастических романов, объединённых в циклы: «Миллениум», «Аркадия» и «Властелин синего меча».
Перевёл на чешский романы Уильяма Гибсона «Джонни-мнемоник» (1991) и «Нейромант» (1994).
Онджей Нефф также известен как автор книг по истории чешской и мировой фантастики. За книгу «Всё иначе» (чеш. Vsechno je jinak) был признан лучшим критиком 1988 года на Евроконе. Возглавил коллектив авторов вышедшей в 1995 году чешской Энциклопедии научной фантастики (чеш. Encyklopedie literatury science fiction).